# DME

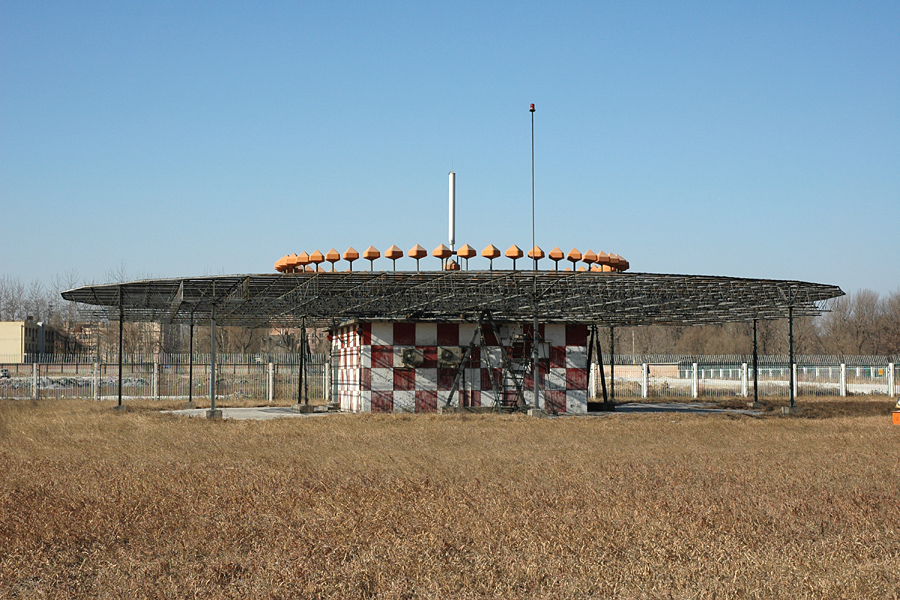
Uma estação D-VOR/DME (estação mista VOR e DME).

DME (de distance measuring equipment) é um equipamento de radionavegação que permite determinar a distância de uma aeronave em relação a um ponto rigorosamente localizado no terreno.
O sistema, que opera numa frequência da gama UHF na faixa de 960 MHz a 1215 MHz, determina a distância entre a aeronave e a antena da estação DME através da emissão pela aeronave (o interrogador) de pares de pulsos numa frequência pré-determinada aos quais a estação, através do transponder, responde com pares de pulsos emitidos numa frequência diferente. A diferença de tempo entre a emissão da interrogação e a recepção da resposta do transponder é convertida em distância utilizando um algoritmo adequado. A distância é em geral apresentada em milhas náuticas (nm).
O equipamento de DME pode estar acoplado a um VOR ou associado a um localizador ILS (LLZ), não sendo então necessário o navegador sintonizar a frequência do DME, pois sintonizando a frequência do VOR ou do LLZ o aparelho automaticamente informa a distância.